# Arvo Lehtovaara
Arvo Johannes Lehtovaara (till 1907 Lindberg), född 29 december 1905 i S:t Karins, död 13 juni 1985 i Helsingfors, var en finländsk psykolog. 
Lehtovaara blev student 1928, filosofie kandidat och filosofie magister 1934, filosofie licentiat 1938 och filosofie doktor 1939. Han var professor i psykologi vid Pedagogiska högskolan i Jyväskylä 1939–1952 , e.o. professor vid Helsingfors universitet 1952–1967 och ordinarie professor där 1968–1970. Han var medlem av studentexamensnämnden 1953–1978 och dess ordförande 1967–1972. Han skrev bland annat vetenskapliga arbeten och läroböcker; särskilt märks Sielutieteen oppikirja (1945), vars senare upplagor (14:e 1980) utkom under titeln Psykologia (svensk översättning Psykologi, flera upplagor).